# Organisation pour l’harmonisation en Afrique du droit des affaires

Die Mitgliedsstaaten der OHADA in grün. Die 2012 beigetretene Demokratische Republik Kongo in dunkelgrün.

Die fast deckungsgleiche CFA-Franc-Zonen:
Afrikanische Staaten mit dem CFA-Franc als Währung:
dunkelgrün: CFA-Franc BCEAO (Wirtschaftsunion UEMOA)
hellgrün: CFA-Franc BEAC (Wirtschaftsunion CEMAC)

Die Organisation pour l'harmonisation en Afrique du droit des affaires (abgekürzt OHADA, zu deutsch: Organisation zur Harmonisierung des Wirtschaftsrechts in Afrika) ist eine 1993 gegründete Internationale Organisation afrikanischer Staaten. Ziel der Organisation mit Sitz in Yaoundé ist es, ein gemeinsames Wirtschaftsrecht für einen gemeinsamen Wirtschaftsraum zu schaffen. Die beteiligten Staaten sind die vierzehn Länder der CFA-Franc-Zone, die an den Euro gebunden ist, sowie die Komoren und Guinea. Als letztes ist im Jahr 2012 die Demokratische Republik Kongo der OHADA beigetreten. Insgesamt leben 170 Millionen Menschen in den Mitgliedsstaaten der OHADA.

## Allgemeines

Least Developed Countries

Gegründet wurde die Organisation am 17. Oktober 1993 in Port Louis auf Mauritius. Angedacht wurde eine Rechtsunion auf einem Treffen westafrikanischer Finanzminister im April 1991. Feste Formen nahm diese Idee auf dem Treffen der afrikanischen Staatschefs der CFA-Franc-Zone am 5. Oktober 1992 in Libreville an. Mit dieser Initiative unter Führung von Abdou Diouf sollte das Vertrauen der ausländischen Investoren gewonnen werden, indem moderne Gesetze präsentiert werden sollten, die den Anforderungen des modernen Handels entsprechen. Viele Länder der OHADA verbindet die ehemalige Zugehörigkeit zur Union française bzw. Communauté française. Alle Staaten der Franc-Zone sind der OHADA beigetreten. Die CFA-Franc-Zone bilden die Länder, in denen die zentralafrikanische Währung CFA-Franc BEAC bzw. die westafrikanische Währung CFA-Franc BCEAO gilt. Zur OHADA gehört auch die ehemals französische Guinea, das nicht Mitglied der Franc-Zone ist, sowie die nichtfrancophonen Mitglieder der Franc-Zone Guinea-Bissau und Äquatorialguinea. Die Bindung der CFA-Franc mit fixem Wechselkurs an den Franc bzw. Euro zeigt den starken wirtschaftlichen als auch politischen Einfluss Frankreichs. Die Bedeutung des CFA-Francs in der OHADA lässt sich daran ablesen, das er im Gesellschaftsrecht nach Art. 906 AUSC Basiswährung ist. Von Seiten der Europäischen Union kommt den meisten OHADA-Staaten das entwicklungspolitische Instrument des Allgemeinen Präferenzsystem (APS) zugute, indem für die Importe der am wenigsten entwickelten Ländern (Least developed countries) Zollfreiheit besteht. Kritisiert wird, dass die OHADA auf große ausländische Unternehmen zugeschnitten wurde und wenig für die kleinen und mittleren Unternehmen, sowie für die Landwirtschaft biete. Die DR Kongo ist 2012 beigetreten mit der Hinterlegung seiner Urkunde über die Ratifizierung des Vertrags beim Depositar Senegal. Die Liste der Beitrittsbewerber ist lang: Burundi. Kap Verden, Dschibuti, Äthiopien, Ghana, Madagaskar, Mauretanien, Mauritius, Nigeria, Ruanda, Sao Tomé und Principe Madagaskar passt seine Gesetzgebung bereits an die Akte der Organisation an ohne eine formelle Mitgliedschaft.

## Gemeinschaftseinrichtungen
Die OHADA unterhält vier Gemeinschaftseinrichtungen:
- Der Rat der Finanz- und Justizminister, die sich einmal im Jahr versammeln um "Einheitliche Akte" ("actes uniformes") zu beschließen. Regelungen, die innerstaatlich anwendbares und einheitliches Wirtschaftsrecht schaffen. Der Ministerrat beschließt einstimmig.
- Ein permanentes Sekretariat in Yaoundé, dass das alljährliche Treffen vorbereitet und Teil der Ratskonferenz ist.
- Eine Verwaltungshochschule in Porto-Novo, die ERSUMA ("École Régionale supérieure de la Magistrature"), die Rechtspfleger und Juristen in den Mitgliedsstaaten aus- und weiterbildet.
- Ein gemeinsamer Gerichtshof und Schiedsgerichtshof, der CCJA ("Cour commune de justice et d'arbitrage) in Abidjan: Der Gerichtshof besteht aus sieben gewählten Richtern. Die Amtszeit von sieben Jahren kann einmal verlängert werden.

## Acte uniforme
Die "einheitlichen Akte" sind der Verordnung (EU) ähnlich.

### Allgemeines Handelsrecht
Acte uniforme relatif au droit commercial général (AUDCG) ist der einheitliche Akt über das Handelsrecht. Die Gewerbetreibenden (natürliche und juristische Personen) sind den Regeln dieses Einheitlichen Akts seit dem 1. Januar 1998 unterworfen (Art. 289). Der Akt wurde am 17. April 1997 angenommen und im offiziellen Journal der OHADA am 1. Oktober veröffentlicht worden (JO OHADA n°1 du 1er octobre 1997).

#### Buch 1 – Statut du commercant
Die Bestimmungen sind für Handelsgeschäfte (Art. 1) und bestimmen: Geschäftsmann Art. 2,
Handelsgeschäfte (Art. 3ff.) und Ausnahmen (Art. 5ff.),
Handelsbücher mit Rechnungslegungspflichten, (Art. 13ff.),
Register für den Handel und für Mobiliarkredite (RCCM).

#### Buch 2 – Registre du commerce et du crédit mobilier
Im allgemeinen Teil der Vorschrift (Art. 19ff.) wird bestimmt, dass das Register von der Geschäftsstelle der zuständigen Gerichtsbarkeit verwaltet wird. Die Daten werden in einer nationalen Kartei gesammelt und in einer (über)-„regionalen“ Kartei, die beim Gerichtshof in Abidjan verwaltet wird.
Art. 25ff regeln das Handelsregister und deren Wirkungen (Art. 38ff.),
Art. 44ff regeln das Mobiliarkreditregister und deren Wirkungen (Art. 64ff.).

#### Buch 3 – Bail commercial et fonds de commerce
Art. 69ff. regeln die Geschäftspacht: Bezüglich der „Bail commercial“ (Pacht des Geschäftslokals) in Städten mit über 5 Millionen Einwohnern sind die Art. 69ff. und bezüglich der „Fonds de commerce“ (Pacht des Geschäfts) sind die Art. 103ff. einschlägig.

#### Buch 4 – Les intermédiaires de commerce
Es gibt Regelungen für den Geschäftsvermittler (Art. 137ff.), der für die Rechnung einer anderen Person handelt im Speziellen für den Kommissionär (Art. 160ff.), Makler (Art. 176ff.) und Handelsvertreter (Art. 184ff.), um mit einem Dritten einen Handelskaufvertrag abzuschließen.

#### Buch 5 - La vente commerciale
Die Art. 202ff. regeln den beiderseitigen Handelskauf. Diese kaufrechtlichen Vorschriften im fünften Buch des AUDCG orientieren sich am UN-Kaufrecht (CISG) und am französischen Code civil. Teilweise sind sie wortgleich. Diese Regeln sind verbindlich im innerstaatlichen Handel, auch bei anders lautenden Bestimmungen der nationalen Gesetze und können daher nicht gänzlich ausgeschlossen werden. (Art. 10 Traité). Art. 205 ordnet für nicht im AUDCG geregelte Fragen die Geltung des „Droit commun“, des innerstaatlichen Rechts bzw. des IPR an. Der AUDCG enthält bei Verletzung vertraglicher Pflichte eine Zentralnorm in Art. 248 („Un manquement au contrat de vente ... essentiel“) die im Wortlaut von Art. 25 CISG („contravention au contrat ... essentielle“) abweicht. Eine Verletzung scheidet aus, wenn die Folgen auf höherer Gewalt oder Einwirkung eines Dritten beruhen (causé par le fait d’un tiers ou la survenance d’un événement de force  majeure (CISG: vorhersehbar „pas prévu“)). Dieselbe Formulierung findet sich in Art. 267 wieder und Art. 268 bestimmt, das Handlung eines beauftragten Dritte die Haftung nicht ausschließt. Die Ausgestaltung der Rügefrist in Art. 228, 229 AUDCG ist überraschend: Nach Art. 229 AUDCG ist nach einem Jahr jeglicher Rechtsbehelf ausgeschlossen. Die Ausschlussfrist des Art. 39 Abs. 2 CISG  wurde seitens der Entwicklungsländer in Wien 1980 so heftig attackierte, dass Art. 44 CISG aufgenommen wurde, dem zufolge nach Ablauf der Rügefrist in Art. 39 Abs. 1 CISG  kein Rechtsbehelfsverlust eintritt, wenn der Käufer eine „vernünftige Entschuldigung“ hat.
Zusätzlich zu den Rechtsbehelfen des UN-Kaufrechts bestimmt Art. 231 Abs. 1 AUDCG eine Verkäuferhaftung für „defaut caché“, versteckte Mängel, was an Art. 1641 des französischen Code civil angelehnt ist. In Art. 231 Abs. 2 AUDCG wird angeordnet, dass die Haftung  nicht nur im Verhältnis Verkäufer zu Käufer greift, sondern auch bei Weiterverkauf bei jedem weiteren Abnehmer. Für die Aufhebung eines Vertrags verlangt der AUDCG eine richterliche Gestaltungserklärung. Der Käuferrechtsbehelf der Minderung (Art. 260),  bei teilweise Nichterfüllung  (Art. 261) und vorzeitige Lieferung und Zuviellieferung (Art. 262) befindet sich systemwidrig im Abschnitt "Verkäuferrechtsbehelfe" (Art. 256-262).
Art. 264 AUDCG korrespondiert mit Art. 74 CISG mit Ausnahme der „contemplation rule“, die bei einem Schaden die Vorhersehbarkeit als Haftungsgrenze festlegt.

### Gesellschaftsrecht
Acte uniforme relatif au droit des sociétés commerciales et du groupement d'intérêt économique (AUSC oder AUSCGIE) ist der einheitliche Akt über das Gesellschaftsrecht. Die Gewerbetreibenden (natürliche und juristische Personen) sind den Regeln dieses Einheitlichen Akts seit dem 1. Januar 1998 unterworfen (Art. 920). Der Akt wurde am 17. April 1997 angenommen und im offiziellen Journal der OHADA am 1. Oktober veröffentlicht worden (JO OHADA n°2 du 1er octobre 1997). Teil 1 behandelt das Gesellschaftsrecht in einem allgemeinen Teil, also in einem für alle Gesellschaftsformen gültigen Recht. Teil 2 behandelt die einzelnen Gesellschaftsformen. Der dritte Teil beinhaltet Strafvorschriften.

### Sicherheitenrecht
Acte uniforme portant organisation des sûretés (AUS) ist der einheitliche Akt über das Sicherheitenrecht. Die  Regeln dieses Einheitlichen Akts gelten seit dem 1. Januar 1998 (Art. 151). Der Akt wurde am 17. April 1997 angenommen und ist im offiziellen Journal der OHADA am 1. Oktober veröffentlicht worden (JO OHADA n° 3 du 1er octobre 1997). Es umfasst persönliche, Mobiliar- und Immobiliarsicherheiten.

### Schuldbeitreibungs- und Vollstreckungsgesetz
Acte uniforme portant organisation des procédures simplifiées de recouvrement et des voies d'exécution (AUPVE oder AUPSRVE) ist der einheitliche Akt über das Mahnverfahren und Zwangsvollstreckungsrecht. Die  Regeln dieses Einheitlichen Akts gelten seit dem  10. Juli 1998. Der Akt wurde am 10. April 1998 angenommen und ist im offiziellen Journal der OHADA am 1. Juli veröffentlicht worden (JO OHADA n°6 du 1er juillet 1998).

### Insolvenzrecht
Acte uniforme portant organisation des procédures collectives d'apurement du passif (AUPC oder AUPCAP) ist der einheitliche Akt über das Insolvenzrecht. Die Regeln dieses einheitlichen Akts gelten seit dem  1. Januar 1999. Der Akt wurde am 10. April 1998 angenommen und ist im offiziellen Journal der OHADA am 1. Juli veröffentlicht worden (JO OHADA n°7 du 1er juillet 1998).

### Schiedsrecht
Dieser einheitliche Akt, der Acte uniforme relatif au droit de l'arbitrage (AUA) stellt das gemeinsame Schiedsrecht für die 16 Mitgliedsstaaten dar. Die  Regeln dieses Einheitlichen Akts gelten seit dem 11. Juni 1999. Der Akt wurde am 11. März 1999 angenommen und ist im offiziellen Journal der OHADA am 1. Mai veröffentlicht worden (JO OHADA n°8 du 15 mai 1999, p.2).

### Rechnungslegungsrecht
Dieser Einheitliche Akt, der Acte uniforme portant organisation et harmonisation des comptabilités des entreprises (AUCE) legt die Rechnungslegungsgrundsätze und -standards für Unternehmen fest und schafft ein OHADA-spezifischen Rechnungslegungssystem. Die  Regeln dieses einheitlichen Akts gelten seit dem  1. Januar 2001 für konsolidierte Abschlüsse und seit dem 1. Januar 2002 für Konzernabschlüsse. Der Akt wurde am 23. März 2000 angenommen und ist im offiziellen Journal der OHADA am 20. November veröffentlicht worden (JO OHADA n°10 du 20 novembre 2000).

### Transportrecht
Acte uniforme relatif aux contrats de transport de marchandises par route (AURCMR) ist der einheitliche Akt über das Transportrecht. Die  Regeln dieses einheitlichen Akts gelten seit dem 1. Januar 2004 (Art. 31). Der Akt wurde am 22. März 2003 angenommen.

### Arbeits- und Vertragsrecht
Es sind 2006 zwei Vorstudien veröffentlicht worden.

## Beitrittsdatum der Mitgliedsstaaten der OHADA
| Staat                        | Ratifikation       | Inverwahrungsnahme | Inkrafttreten      |
| ---------------------------- | ------------------ | ------------------ | ------------------ |
| Zentralafrikanische Republik | 13. Januar 1995    | 13. Januar 1995    | 18. September 1995 |
| Mali                         | 7. Februar 1995    | 23. März 1995      | 18. September 1995 |
| Komoren                      | 20. Februar 1995   | 10. April 1995     | 18. September 1995 |
| Burkina Faso                 | 6. März 1995       | 16. April 1995     | 18. September 1995 |
| Benin                        | 8. März 1995       | 10. März 1995      | 18. September 1995 |
| Niger                        | 5. Juni 1995       | 18. Juni 1995      | 18. September 1995 |
| Senegal                      | 14. Juni 1995      | 14. Juni 1995      | 18. September 1995 |
| Togo                         | 27. Oktober 1995   | 20. November 1995  | 19. Januar 1996    |
| Elfenbeinküste               | 29. September 1995 | 13. Dezember 1995  | 11. Februar 1996   |
| Guinea-Bissau                | 15. Januar 1994    | 26. Oktober 1995   | 24. Februar 1996   |
| Tschad                       | 13. April 1996     | 3. Mai 1996        | 2. Juli 1996       |
| Kamerun                      | 20. Oktober 1995   | 4. Oktober 1996    | 3. Dezember 1996   |
| Gabun                        | 2. Februar 1998    | 4. Februar 1998    | 5. April 1998      |
| Republik Kongo               | 28. Mai 1997       | 18. Mai 1999       | 17. Juni 1999      |
| Äquatorialguinea             | 16. April 1999     | 15. Juni 1999      | 14. August 1999    |
| Guinea                       | 5. Mai 2000        | 22. September 2000 | 21. November 2000  |
| Demokratische Republik Kongo | 27. Juni 2012      | 13. Juli 2012      | 13. September 2012 |

### Vertrag und Gerichtsordnung
- Traité relatif à l'harmonisation en Afrique du droit des affaires
- Réglement d'arbitrage de la Cour Commune de Justice et d'Arbitrage de l'OHADA
- Réglement de procédure de la Cour Commune de Justice et d'Arbitrage de l'OHADA

### Actes uniformes
- Acte uniforme relatif au droit commercial général (PDF; 213 kB).
- Acte uniforme relatif au droit des sociétés commerciales et du groupement d'intérêt économique (PDF; 637 kB).
- Acte uniforme portant organisation des sûretés (PDF; 171 kB).
- Acte uniforme portant organisation des procédures simplifiées de recouvrement et des voies d'exécution (PDF; 298 kB).
- Acte uniforme portant organisation des procédures collectives d'apurement du passif (PDF; 490 kB).
- Acte uniforme relatif au droit de l'arbitrage (PDF; 59 kB).
- Acte uniforme portant organisation et harmonisation des comptabilités des entreprises  (PDF; 138 kB).
- Acte uniforme relatif aux contrats de transport de marchandises par route (PDF; 93 kB).
- Avant-projet d'acte uniforme relatif au droit du travail (PDF; 250 kB).
- Avant-projet d'acte uniforme relatif au droit des contrats (PDF; 279 kB).